# Széchenyiplein

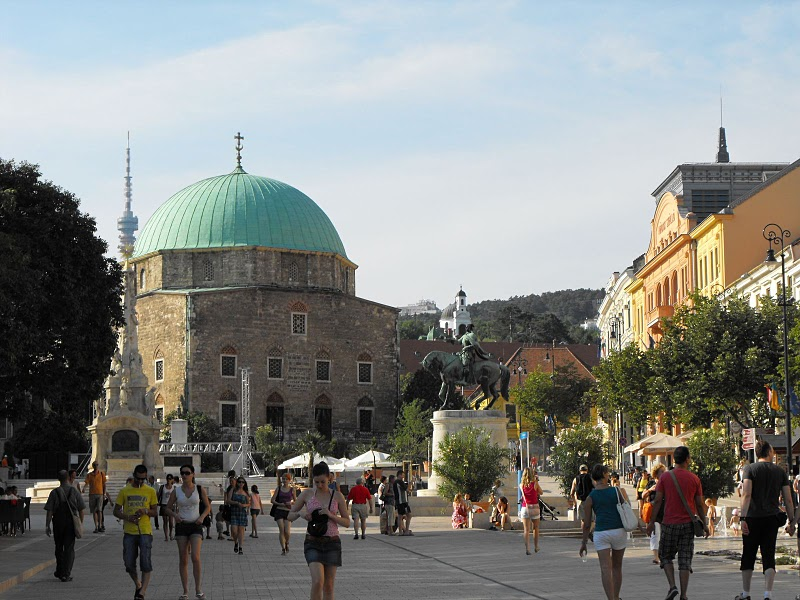
Széchenyiplein, na de renovatie van 2010.

Széchenyi-plein is het hoofdplein in het historische centrum van Pécs, Hongarije. In de middeleeuwen diende het als de marktplaats van de stad met het stadhuis en de parochiekerk. Voordat het plein in 1864 de naam Széchenyi kreeg, had het verschillende andere namen, zoals Fórum, Városi piacz (stads piazza), Főtér (hoofdplein). Het plein is een van de centrale pleinen van Pécs, vol met monumenten, die geleidelijk noordwaarts oplopen. Twaalf straten komen samen op het plein. De belangrijkste bezienswaardigheden zijn de moskee van Pasha Qasim, het stadhuis, het provinciehuis, het Nádor hotel, de Zsolnay-bron, de Fatebenefratellikerk, de Drie-Eenheidzuil en het koperen standbeeld van János Hunyadi te paard. Het plein werd herbouwd ter ere van het project Pécs2010 Europese culturele hoofdstad.  Tijdens het jaarlijkse Pécsi Napok festival wordt op het plein het festival gehouden van wijn en druiven en met optredens van koren. Het wordt gevierd met een vintage markt en met wijnproeverijen van de wijnregio's Pécs en Villány. Tijdens kerstmis staat de kerstboom van de stad op het Széchenyi-plein. 

## Ligging
Het plein ligt in het hart van de historische binnenstad Pécs, aan de zuidkant van de berg Mecsek. Twaalf straten komen samen op het plein, beginnend vanuit het zuiden met de klok mee: Irgalmasok straat, Jókai plein, Ferencesek straat, Ciszterci steeg, Janus Pannonius straat, Szepessy Ignác straat, Hunyadi János straat, Megye straat, Mária straat, Király straat, Perczel Miklós straat en Munkácsy Mihály-straat. 

## De moskee en andere monumenten

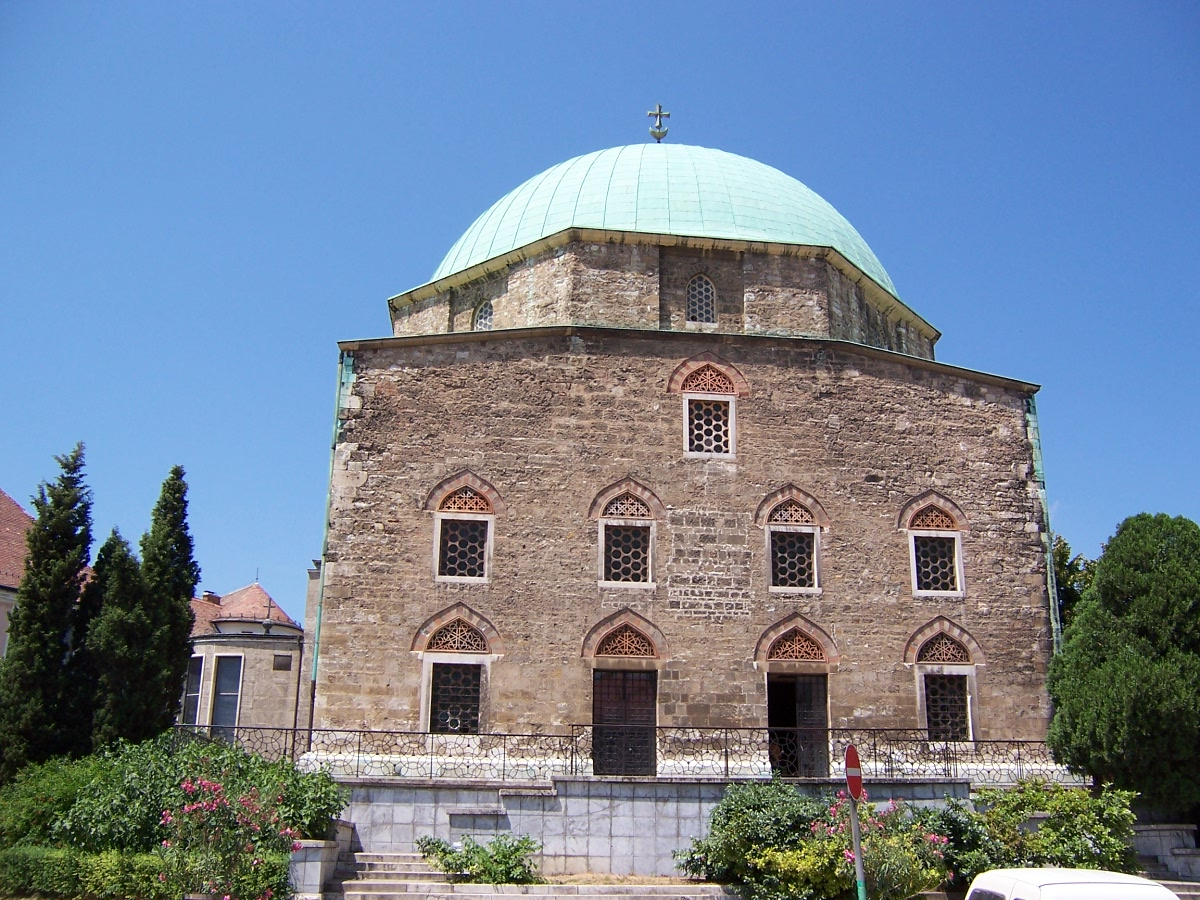
Moskee van Pasja Qasim de Overwinnaar.

Het centrale gebouw van het Széchenyiplein is de moskee van Pasha Qasim de Overwinnaar, een van de symbolen van Pécs. 
In de middeleeuwen stond de gotische parochiekerk Sint-Bartolomeus (Szent Bertalan) in het centrum van de stad. Nadat de stad door de Turken was ingenomen, werd de moskee van Pasja Qasim gebouwd met de overblijfselen van de Sint-Bartolomeus kerk. Naast de moskee stond een minaret waarvan de top in 1753 werd neergehaald. In 1766 werd het onderste gedeelte ook gesloopt in 1766 en alleen de kelder bleef intact. Binnenin, bij de huidige hoofdingang, bevindt zich een mihrab die de qibla aangeeft; dat wil zeggen de richting van de Ka'aba in Mekka. Het gebouw nam zijn huidige vorm aan tijdens de reconstructie in 1939. De klok van Sint-Bertalan staat naast de moskee. 
Het standbeeld van János Hunyadi te paard, gemaakt door beeldhouwer Pál Pátzy, staat op een stenen sokkel en werd ingehuldigd op 12 augustus 1956, ter ere van de 500e verjaardag van de dood van János Hunyadi. 
De Drie-Eenheid-zuil in het midden van het plein werd voltooid in 1714 om het einde van een eerdere pest te herdenken. Het vroeg barokke beeld werd tegen het einde van de 19e eeuw verwoest. In opdracht van de stad werd door György Kiss een nieuw exemplaar gemaakt, dat in 1908 werd ingehuldigd. 

## Zuidelijke gedeelte

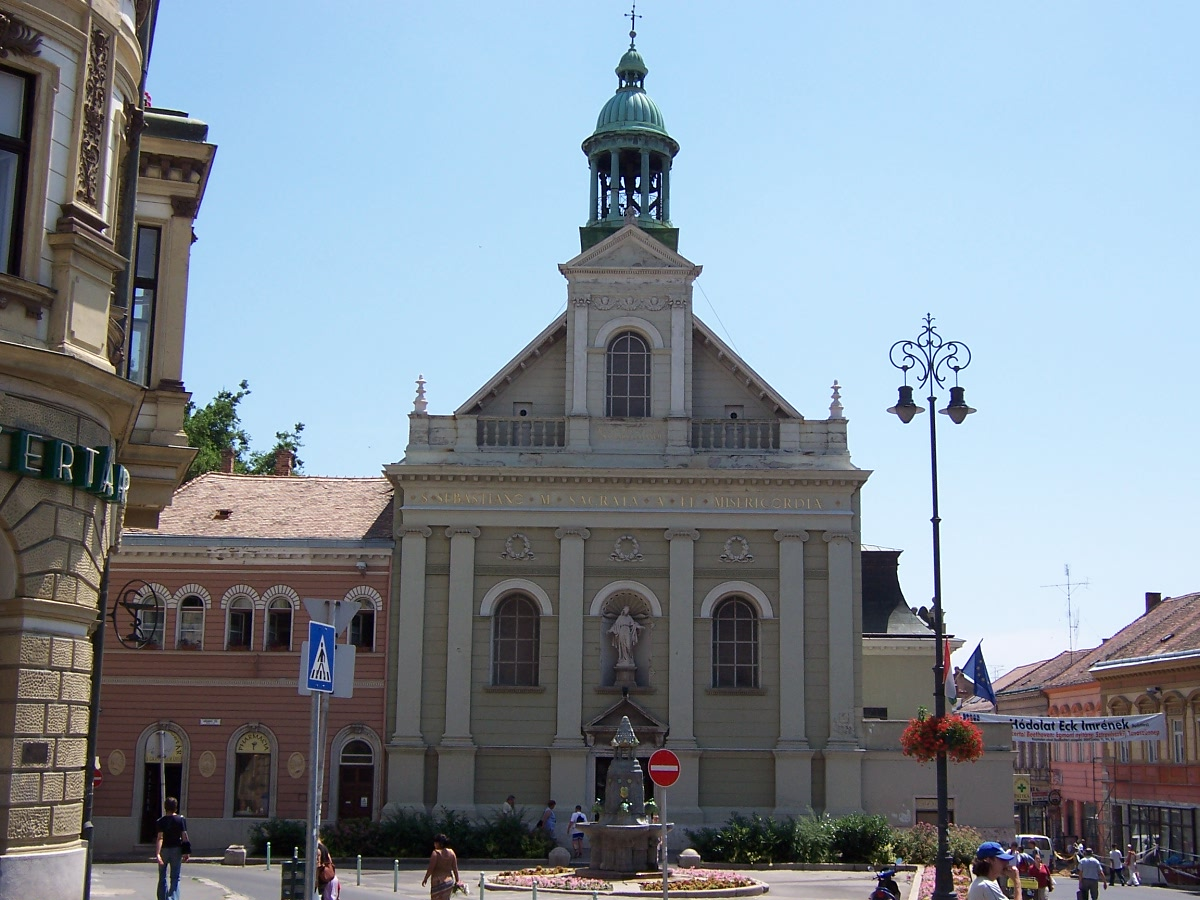
Kerk met Zsolnay bron.

De door Andor Pilch ontworpen fontein uit eosine-porselein van Zsolnay bevindt zich op het zuidelijke deel van het plein. Op de vier hoeken van de vier meter hoge fontein water borrelt door ossenkoppen in een boogvormig bassin. De bron, een schenking van Miklós Zsolnay, is versierd met de wapenschild van de stad en met dat van de familie Zsolnay. 
De Fatebenefratellikerk werd gebouwd tussen 1727-1731. De gevel is gebouwd in eclectische stijl. De eerste verdieping is versierd met een doorgaande goot. Het vertrek met een boog heeft een Marie-standbeeld, gemaakt door György Kis. In 1908 het interieur van de kerk werd herbouwd. De ingelegde, houten altaren hebben een uitzonderlijke artistieke waarde. Het barokke Italiaanse hoofdaltaar beeldt het martelaarschap van Sint-Sebastiaan af. Tijdens de herbouw in 1908 zijn de fresco's geschilderd door Endre Graits. Het reliëf van Istenes Szent János, oprichter van de Fatebenefratelli-orde, werd gemaakt door de beeldhouwer van Ede Mayer. Het orgel werd samengesteld in de werkplaats van Angster. De westzijde van de kerk heeft een rechthoekig kapel. Verschillende grafstenen met inscripties op de muren verwijzen naar een krypte onder de kerk; de locatie van de ingang is echter onbekend. 

## Westelijk deel

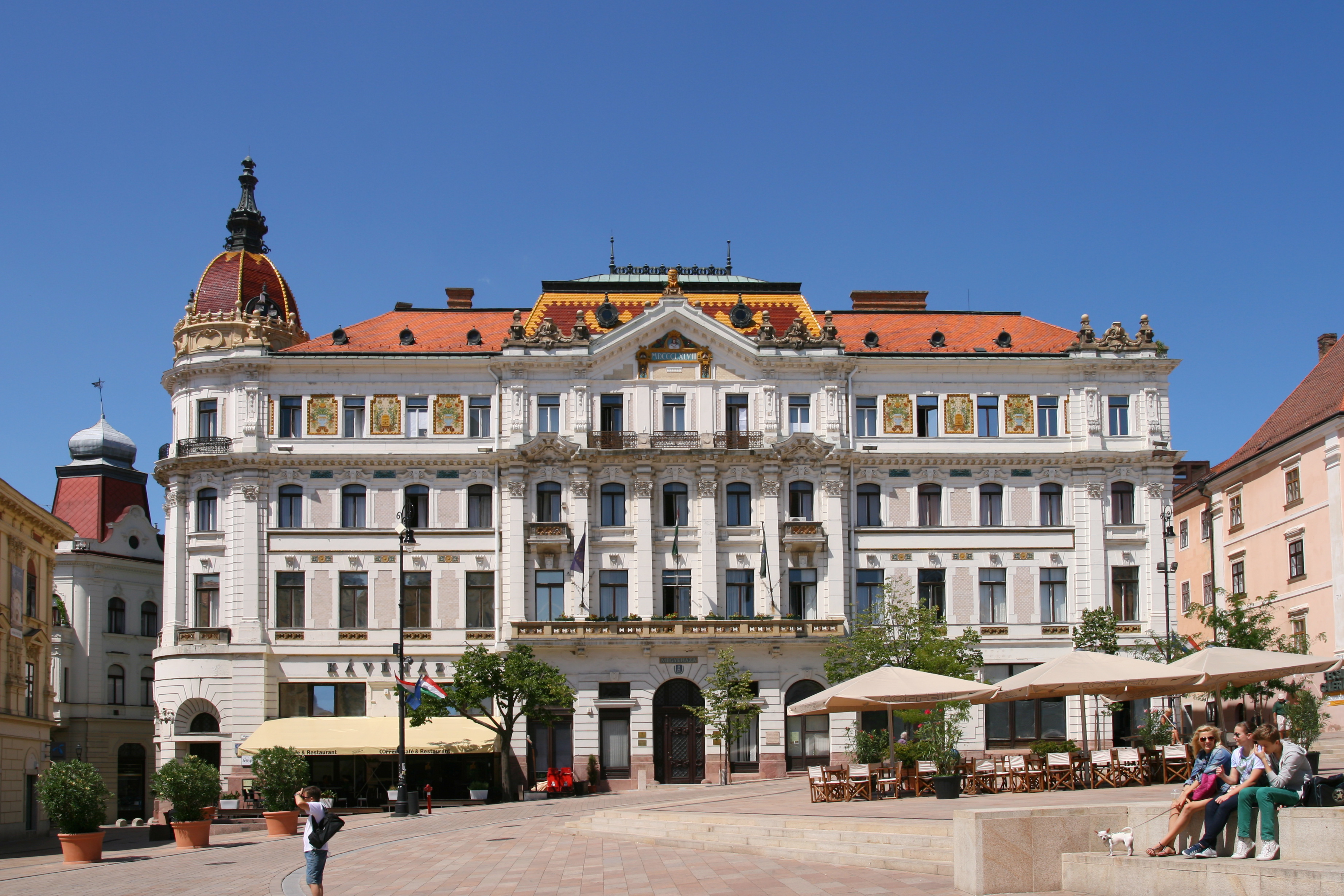
Provinciehuis van Pécs.

Het gebouw van het provinciehuis werd gebouwd in 1897. De voetstukken zijn gemaakt van rood zandsteen van de nabijgelegen Kővágószőlős. De gevel met uitzicht op het plein is zichtbaar meer gedecoreerd dan andere gebouwen op het plein. De keramiek-decoraties werden gemaakt in de Zsolnay-fabriek. Het dak van het gebouw brandde in 1954 af en het volgende kreeg een eenvoudiger ontwerp zonder de vorige koepel. Lajos Nagy Gymnasium bevindt zich ten noorden van het Provinciehuis. De voorzijde van het twee verdiepingen hoge gebouw, uitkijkend op drie straten, werd tussen 1716 en 1726 gebouwd door de jezuïeten met gebruik van de grafstenen van de Turkse begraafplaats op het Kórház-plein. 
De Hongaarse dichter Ferenc Faludi onderwees in dit gebouw in de jaren tussen 1723-28. Het gebouw was van 1785 tot 1802 de thuisbasis van een kunstacademie. Verschillende keren functioneerde het als een ziekenhuis en zelfs als een kazerne tussen 1852-1863. Het was eigendom van de cisterciënzers vanaf het begin van de 20e eeuw tot het einde van de orde. De zijkant werd gebouwd in 1863 en de noordkant tussen 1935 en 1936. Fresco's in het trappenhuis tonen de fundering en structuur van de eerste universiteit van Pécs (de werken van Ernő Gebauer). Er was een open openbaar bad in het hof versierd met arcades. De witte marmeren buste van Leonardo da Vinci staat in een klein park voor de noordelijke hoek van het gebouw. (George Baksa Soós, 1958). 

## Noordelijk deel
Het noordelijke deel van het plein bestaat gedeeltelijk uit een van de gebouwen van het Janus Pannonius-museum. Het hoofdfront is gebouwd in copf-stijl en de zijkant heeft een klassieke stijl. Er zijn twee prachtige ijzeren stamppoorten uit de 19e eeuw in de deuropening. Naast het museum bevindt zich het Eizer-huis, gebouwd in 1840 en gedeeltelijk afgebroken en herbouwd in 1950. Aangrenzend staat het Taizs Huis met een rijkelijk versierd hoekbalkon op de gevel. 

## Oostelijk deel

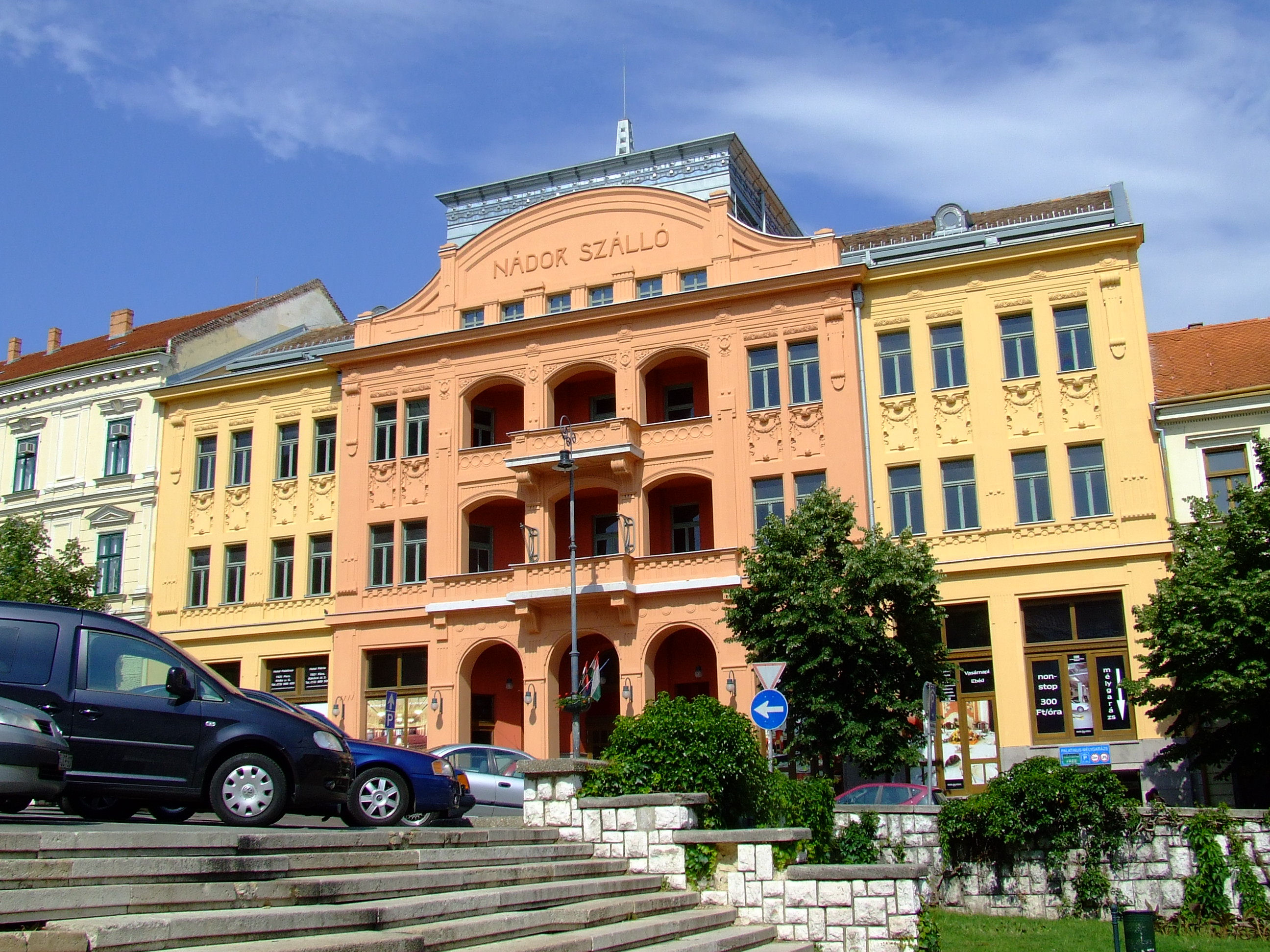
De gereconstrueerde gevel van Hotel Nádor.

Het eerste stadhuis werd gebouwd na de Ottomaanse bezetting van Hongarije in 1710, en het tweede tussen 1831-1832. Het kreeg zijn huidige vorm tijdens de wederopbouw in 1907 naar de plannen van Antal Lang met barokke elementen aan de voorzijde. Op de hoeken zijn mansarde daken en het gedeelte aan Király straat is versierd met een gigantische toren. 
Het Nádor-hotel werd gebouwd in 1846 en werd in 1902 afgebroken om in plaats daarvan een groter gebouw te bouwen. Tegen het einde van de jaren tachtig werd de gevel van het hotelgebouw ernstig beschadigd. Na meer dan vijftien jaar gesloten te zijn, werd de gevel in 2005 gereconstrueerd en werd een ondergrondse parkeerplaats gebouwd. In 2009 is een galerij geopend in het gebouw, maar het hotel is nog niet geopend (2010.05.01. ) 

## Sint-Bertalankerk
In juli 2009 werd nieuwe archeologische bewijzen gevonden van de Sint Bertalan-kerk uit de tijd van de Árpád dynastie, met behulp van de stenen waarvan later de moskee van Pasja Qasim de Overwinnaar werden gebouwd. Volgens onderzoeker András Kikindai werd met deze ontdekking 80% van de Sint Bertalan-kerk en bijbehorende gebouwen ontdekt.